# Куйбышевский район (Крым)
Ку́йбышевский райо́н (укр. Куйбишевський район, крымскотат. Kuybışev rayonı, Куйбышев районы) — упразднённая административно-территориальная единица Крымской АССР и Крымской области. Располагался на юго-западе Крыма, занимая территорию от начала Внутренней до яйл Главной гряды Крымских гор. Располагался район в густонаселённой долине Бельбека с притоками: Ураус-Дереси в Каралезской долине, Коккозки и Суаткана. Районным центром было село Албат, в 1944 году переименованное в Куйбышево.
Район был образован практически в границах упразднённого в 1923 году Коккозского района. Район был образован в 1935 году как Фотисальский, но в том же году (по просьбе жителей) был переименован в Куйбышевский. Район был выделен из Бахчисарайского национального и также являлся татарским национальным, при подавляющем большинстве крымских татар.
По данным всесоюзной переписи населения 1939 года численность жителей района составила 17759 человека. В национальном отношении было учтено:
| Национальность  | Численность |
| --------------- | ----------- |
| Крымские татары | 15900       |
| Русские         | 1265        |
| Украинцы        | 269         |
| Греки           | 136         |
| Крымские немцы  | 49          |
| Евреи           | 21          |
| Болгары         | 19          |
| Армяне          | 8           |

Площадь района на 1960 год равнялась 880,8 км².
На 1 января 1941 года в район входили сёла:
После освобождения Крыма во время Великой Отечественной войны состоялась депортация коренного населения — согласно Постановлению ГКО № 5859 от 11 мая 1944 года 18 мая 1944 года все крымские татары района были депортированы в Среднюю Азию, а в опустевшие сёла завезли переселенцев с Украины.
Указами Президиума Верховного Совета РСФСР от 21 августа 1944 года и от 18 мая 1948 года все сёла района (кроме Богатыря) были переименованы. Тогда же, в указе 1948 года, были «легализованы» 2 новых села в районе: Дорожное и Луговое, впрочем, вскоре ликвидированные. Вскоре, как опустевшие, были ликвидированы старинные сёла: сначала Ходжа-Сала, позже — Истоки и Быстрая.
Указом Президиума Верховного Совета УССР «Об укрупнении сельских районов Крымской области», от 30 декабря 1962 года Куйбышевский район был упразднён, все сёла присоединили к Бахчисарайскому району.